# European Canoe Association
Die European Canoe Association (ECA) ist der Dachverband für den Kanusport in Europa. Er wurde im Mai 1993 in Rom gegründet und hat seinen Sitz in der kroatischen Hauptstadt Zagreb. Ihm gehören 44 nationale Verbände an.

## Geschichte
Die International Canoe Federation wurde bereits 1924 von Deutschland, Dänemark, Österreich und Schweden gegründet. Sie organisierte 1933 die ersten Europameisterschaften für den Kanurennsport in Prag. Neben weiteren Europameisterschaften wurden zahlreiche Weltmeisterschaften veranstaltet. In den Jahren 1957 bis 1969 wechselten sich Europa- und Weltmeisterschaften ab. Ab 1970 wurden Weltmeisterschaften jedes Jahr veranstaltet und die Europameisterschaften unter der Leitung der ICF entfielen. Es verging einige Zeit bis schließlich 1993 in Rom der Europäische Kanuverband ECA gegründet wurde. Er organisierte 1997 die erste eigene Europameisterschaft in Plowdiw (Bulgarien). Seitdem werden jedes Jahr Europameisterschaften in den verschiedenen Kanudisziplinen von der ECA durchgeführt.

## Disziplinen
Die folgenden Kanu-Disziplinen werden von der ECA betreut:
- Kanurennsport
- Kanuslalom
- Wildwasserrennsport
- Kanumarathon
- Kanupolo
- Drachenboot
- Kajak-Freestyle
- Paracanoe
- Ocean Racing
- Stand-Up-Paddling

## Mitgliedsverbände
Die Mitgliedsverbände der ECA kommen aus folgenden Ländern:
Albanien, Andorra, Armenien, Belarus, Belgien, Bosnien und Herzegowina, Bulgarien, Dänemark, Deutschland, Estland, Finnland, Frankreich, Georgien, Griechenland, Großbritannien, Irland, Israel, Italien, Kroatien, Lettland, Litauen, Luxemburg, Malta, Nordmazedonien, Republik Moldau, Montenegro, Niederlande, Norwegen, Österreich, Polen, Portugal, Rumänien, Russland, Schweden, Schweiz, Serbien, Slowakei, Slowenien, Spanien, Tschechische Republik, Türkei, Ukraine, Ungarn und Zypern.